# Какамега
Какамега је главни град Западне провинције у Кенији. Налази се 50 километара северно од Кисумуа, највеће кенијске луке на Викторијином језеру. Најзначајнија делатност је пољопривреда, посебно производња шећерне трске. Поред града се налази резерват Шума Какамега, која се простире и с друге стране границе у Уганду, која се налази 70 километара западно. Ово подручје има највећи број кишних дана у Кенији.
По попису из 1999. године у Какамеги је живело 73.607 становника.